# Aerodavinci
Aerodavinci – nieistniejąca meksykańska linia lotnicza z siedzibą w Reynosa, w stanie Tamaulipas. Prowadziła działalność od 1997, realizując obsługę taksówek powietrznych, towarów i usług czarterowych.